# Шлихтингова
Шлихтингова (пољ. Szlichtyngowa) је град у Пољској у Војводству Лубушком у Повјату wschowski. Према попису становништва из 2011. у граду је живело 1.317 становника.

## Становништво
Према прелиминарним подацима са пописа, у граду је 2011. живело 1.317 становника.
| 2002. | 2011. | 2012. |
| ----- | ----- | ----- |
| 1.343 | 1.317 | 1.337 |